# 范景文
范景文（1587年—1644年），字夢章，號思仁，又號质公，直隸吳橋縣（今河北吳橋縣）人，明朝政治人物，同進士出身。官至工部尚書兼東閣大學士，人稱『二不公』，即不受囑，不受饋。

## 生平
順天府鄉試舉人，萬曆四十一年（1613年）登癸丑科進士，授東昌府推官，任內清廉守法、屢賑災民，因而被朝廷而治行高等擢昇為吏部稽勳司主事。天啟五年（1625年）二月，為吏部文選郎中，不依魏忠賢，亦不附東林黨 （惟謝國楨在《明清之際黨社運動考》中仍將其定義為東林黨系統人物），但他整體上仍比較親近東林黨人，并多次上書申救獲罪的東林黨人，後來以病辭去職務。在野期間，景文變賣家產，暗中協助了被魏忠賢逼害的東林黨人。
崇禎帝即位後，景文被召为太常寺少卿。崇禎二年（1629年）七月，擢右佥都御史廵撫河南，當時清兵南掠，京师戒严，景文率所部八千人勤王，军无所犯。崇禎三年（1630年）三月，擢兵部添注左侍郎。後以父丧去官。崇禎七年（1634年）冬天，起南京右都御史，累官至南京兵部尚書參贊機務，任內遣兵戍池河、浦口，大造火器和樓船，使得江左壁壘一新，李自成軍因而不敢渡江。後來，重臣杨嗣昌夺情辅政，黃道周等上書痛批而被崇禎帝治罪，景文上書為黃道周等求情而被一同降怒，最終被削籍为民。
崇禎十五年，景文被起用為刑部尚書，不久後又改為工部尚書。崇禎十七年（1644年），崇禎帝下旨令範景文以本官兼東閣大學士，入參機務；同日，太原陷落。同年，李自成破宣府，烽火逼京师，眾臣請帝南幸，景文主張崇禎帝留守京城以“固结人心，坚守待援”，而太子朱慈烺則南下監軍，但最終被兵科給事中光時亨阻止。不久京師陷落，崇祯帝自縊。景文留下遺書曰：“身为大臣，不能灭贼雪耻，死有余恨。”後前往双塔寺旁的古井下自殺。赠太傅，南明時追諡文貞，清朝時追諡文忠。

## 評價
《崇禎內閣行略》:「景文慷爽豪俠，而沾沾自喜，居官儉樸，獨好音樂，每燕必陳歌妓及閘戸交契，座客常滿，雖小有蹉跌，卒以是得力云。」
《明史》:「范景文、倪元璐等皆莊烈帝腹心大臣，所共圖社稷者，國亡與亡，正也。當時壎顏屈節，僥倖以偷生者，多被刑掠以死，身名俱裂，貽詬無窮。而景文等樹義烈於千秋，荷褒揚於興代，名與日月爭光。以彼潔此，其相去得失何如也。」
《四庫全書簡明目錄》:「景文入閣未五十日而明亡，僅以身殉，未及有所規畫。然集中奏議，指陳利害，曲折詳盡，可以見其經略。至議論不附和東林，詩文不追逐竟陵，亦見其孤立之概，不獨以義烈見重也。」

## 家族
父范永年，字延齡，號仁元，官至南寧府知府。

## 著作
善繪畫，崇禎十二年（1639年）作《五大夫松圖》。有詩五首，收錄於《列朝詩集》丁集第十一。
另有著《昭代武功編》，日后成为清初谷应泰编写明史纪事本末的重要参考资料之一。

## 延伸阅读
[在维基数据编辑]
 在维基文库阅读此作者作品（ 在维基共享资源阅览影像）
 《明史卷二百六十五》，出自《明史》